# Clania
Genre
Clania est un genre de papillons de nuits de la famille des Psychidae
Les espèces de ce genre vivent en Asie du Sud-Est et en Australie. Comme les autres Psychidae, leurs larves construisent autour d'elles un étui protecteur où elles vivent et se nymphosent. 

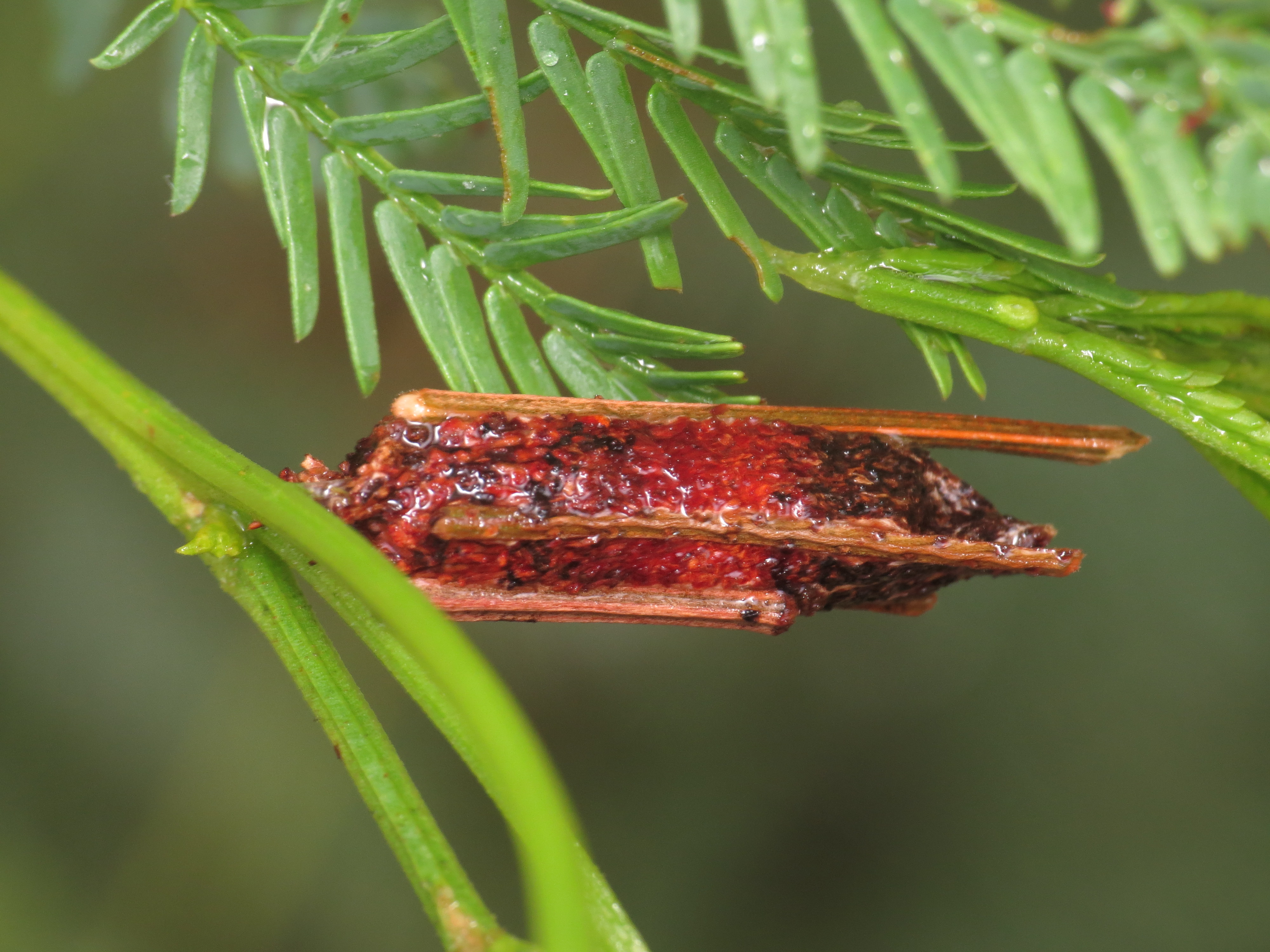
Étui d'une larve de Clania dans la montagne noire de Canberra.

## Liste des espèces
Selon GBIF (27 mars 2023) :
- Clania antrami Hampson, 1910
- Clania ignobilis (Walker, 1869)
- Clania lewinii (Westwood, 1855)
- Clania licheniphilus Köhler, 1939
- Clania neocaledonica Sobczyk, 2013
- Clania variegata
- Clania yamorkinei Köhler, 1953

## Systématique
Le nom valide complet (avec auteur) de ce taxon est Clania Walker, 1855.
Clania a pour synonyme :
- Lansdownia Heylaerts, 1881